# Paranaspia erythromelas
Paranaspia erythromelas là một loài bọ cánh cứng trong họ Cerambycidae.